# Vugelles-La Mothe
Vugelles-La Mothe är en kommun i distriktet Jura-Nord vaudois i kantonen Vaud, Schweiz. Kommunen har 151 invånare (2023).
Kommunen består av byarna Vugelles och La Mothe.